# Omobranchus banditus
Omobranchus banditus o blenio bandido es una especie de pez de la familia Blenniidae en el orden de los Perciformes.

## Morfología
• Los machos pueden llegar alcanzar los 6 cm de longitud total.

## Reproducción
Es ovíparo.

## Hábitat
Es un pez de mar y de clima subtropical.

## Distribución geográfica
Se encuentra desde Bazaruto (Mozambique) hasta Port Alfred (Sudáfrica ).